# Веселуха, Ксения Владимировна
Ксения Владимировна Веселуха (родилась 26 января 1994, Мукачево, Украина) — российская футболистка, полузащитница.

## Карьера игрока

### Клубная
Воспитанница футбольной школы «Кубаночки». Первый тренер — Татьяна Зайцева. Первые шаги в футболе делала в составе команды «Жемчужинка», затем выступала в молодёжном составе «Кубаночки». В 2008 году дебютировала в основе клуба, начав играть в чемпионате России. В марте 2012 года получила травму колена и выбыла из строя на некоторое время, перенеся операцию.
10 мая 2016 присвоено спортивное звание Мастер спорта России.
30 октября 2016 года играла в финальном матче Кубка России 2016 года. Была вынуждена завершить карьеру из-за травмы по окончании сезона 2016 года в возрасте 22 лет.

### В сборной
В юношеской сборной России дебютировала 24 октября 2009 года в матче против Армении, который завершился разгромной победой россиянок со счётом 19:0. Участвовала в молодёжном чемпионате Европы 2011 года. В январе 2017 года вызывалась в национальную сборную на сбор в Сан-Педро-дель-Пинатар (Испания).

## Стиль игры
Рабочая нога — левая, но при этом на хорошем уровне владела правой ногой. Обладала отличными физическими данными, большой скоростью, умела играть головой. Технично обращалась с мячом, хорошо видела поле. Была одной из лучших распасовщиц в клубе и сборной.

## Хобби и увлечения
Своим хобби считает общение с друзьями. Любимый клуб — «Барселона», любимый цвет — белый.